# Castianeira bengalensis
Castianeira bengalensis är en spindelart som beskrevs av Biswas 1984. Castianeira bengalensis ingår i släktet Castianeira och familjen flinkspindlar. Inga underarter finns listade.